# Raymond Henri Pos
Raymond Henri Pos (Paramaribo; 9 de marzo de 1910 - Willemstad; 5 de noviembre de 1964) fue un abogado, jurista y político de Surinam.

## Trayectoria
El padre de Raymond, Coenraad Pos Simon (1880-1955), un destacado oficial de justicia, fue en la década de 1930 oficial de subdistritos en Paramaribo, Surinam; y miembro suplente del Tribunal de Justicia y Presidente del consistorio de la comunidad holandesa-israelí en Surinam. 
Para su formación Pos viajó a los Países Bajos, donde en Alkmaar realizó sus estudios secundarios. En 1929 se trasladó a Leiden, donde concurre a la Escuela de Leyes de la Universidad. En abril de 1939 obtiene su doctorado allí. Poco después regresa a Surinam, donde entra a trabajar en la Oficina del Procurador General de Surinam. En 1942 fue nombrado abogado general del Tribunal de Justicia de Surinam. En 1945 se formó una comisión compuesta con Pos como presidente que trabajó en el estudio de propuestas de reformas constitucionales. Esta tarea quedó registrada en 1948 en el "Informe de la comisión para estudiar la reforma constitucional en Surinam". Cuando el procurador general Maarten de Niet a finales de 1946 se traslada a los Países Bajos, Pos fue designado vicefiscal general del Tribunal de Justicia. Su hermano menor, Hugo Pos, fue a partir de 1960 durante algunos años el Fiscal general. 
En noviembre de 1947, Pos fue designado como representante para la resolución de asuntos gubernamentales de Surinam en Holanda y en 1950, asume como representante General de Surinam en Holanda. Durante ese período también fue miembro de la delegación de Surinam en las Conferencias que precedieron a la independencia de Indonesia y participó en la creación en diciembre de 1954 de la Carta del Reino de los Países Bajos. Como resultado de esa situación las Antillas Neerlandesas y Surinam gozaron de mayor autonomía y Pos fue nombrado en el nuevo cargo de ministro plenipotenciario de Surinam en los Países Bajos cargo en el que se mantuvo durante los gobiernos de Johan Ferrier (1955-1958) y Severinus Emanuels (1958-1963). En la formación del gabinete de Pengel, Pos fue sucedido por el gobernador Emanuels. 
En mayo de 1963 instó a Pengel a asegurarse de que Surinam tuviera una mayor participación en el servicio exterior. Pos fue en agosto de ese año el embajador de los Países Bajos en Cuba y Haití, estacionándose en La Habana. Durante una conferencia de embajadores en noviembre de 1964 en las Antillas Neerlandesas, Pos se descompone y es trasladado al hospital St. Elisabeth en Willemstad donde fallece a la edad de 54 años. 
En ese momento el gobierno surinamés lo había propuesto como sucesor del gobernador Currie. Su repentina muerte acabaría con este deseo del gobierno holandés, siendo reemplazado por el gobernador Henry Lucien de Vries.